# António Bentes
António de Deus da Costa Matos Bentes de Oliveira, noto semplicemente come António Bentes (Portalegre, 29 agosto 1927 – 6 febbraio 2003), è stato un calciatore portoghese, di ruolo attaccante.

## Carriera

### Nazionale
Ha collezionato 3 presenze con la propria Nazionale.

## Palmarès

### Club

#### Competizioni nazionali
- Segunda Divisão: 1

Academica: 1948-1949